# Kościół św. Jana Chrzciciela w Sosnowcu

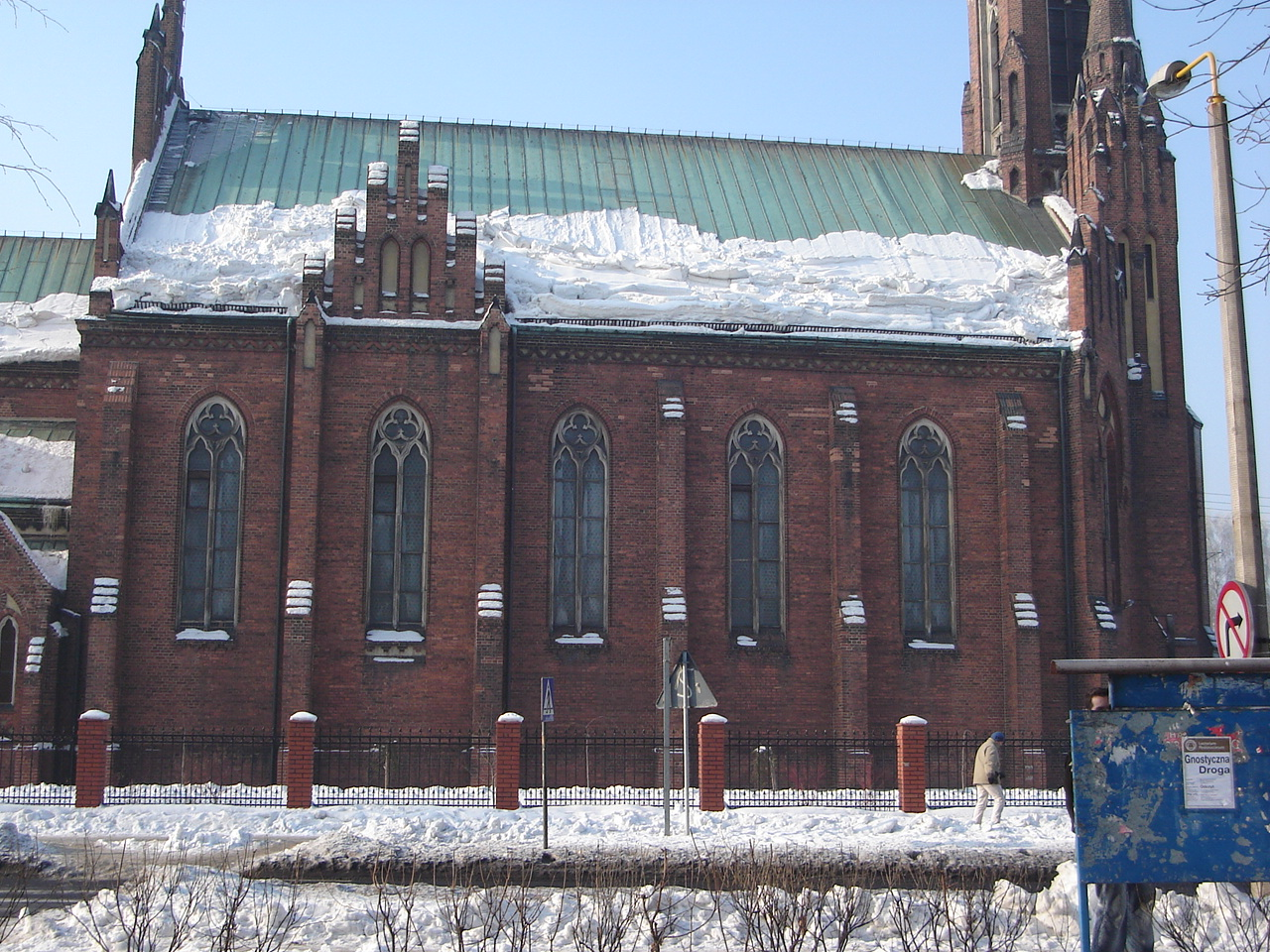
Widok z boku

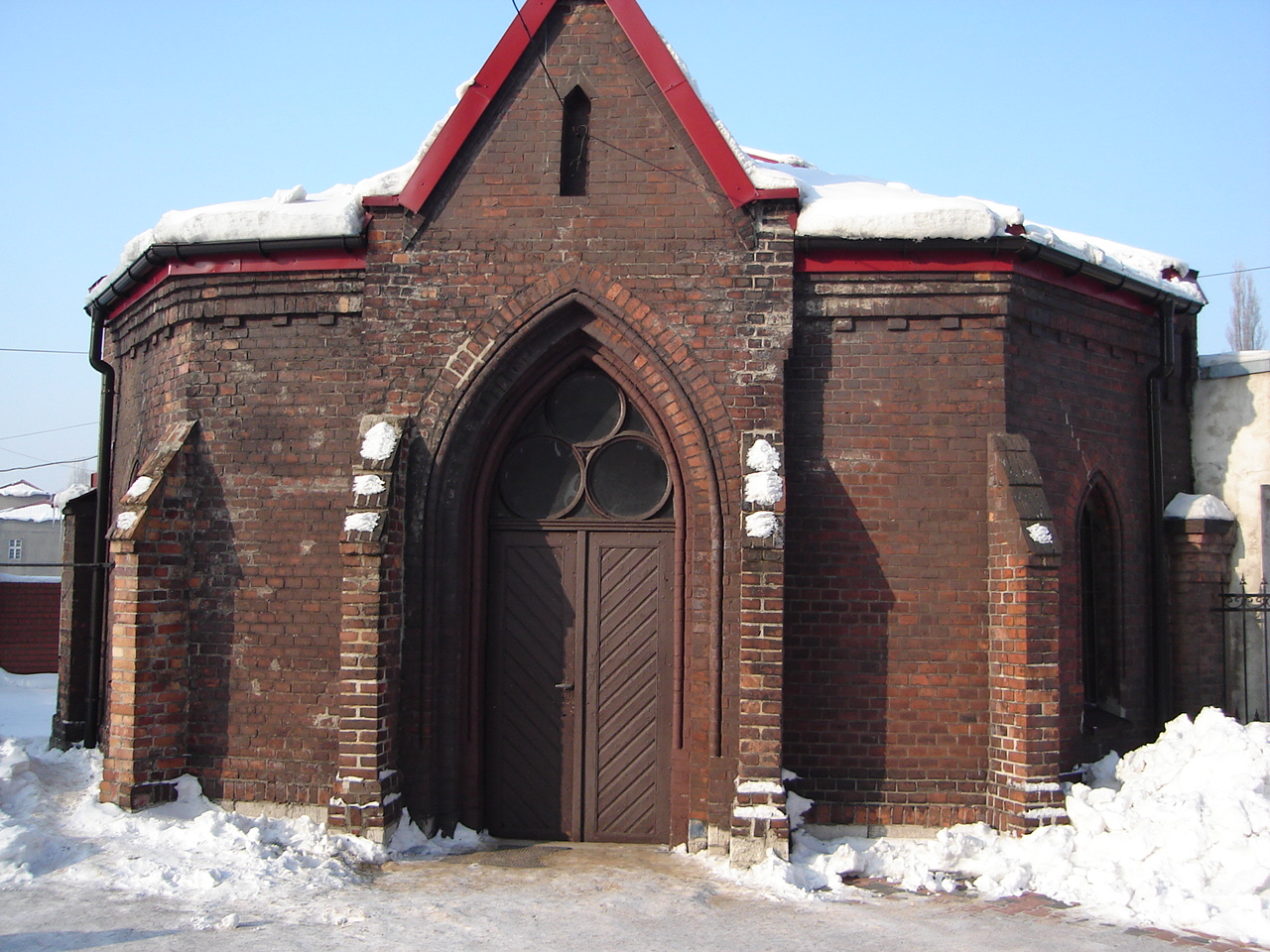
Kaplica

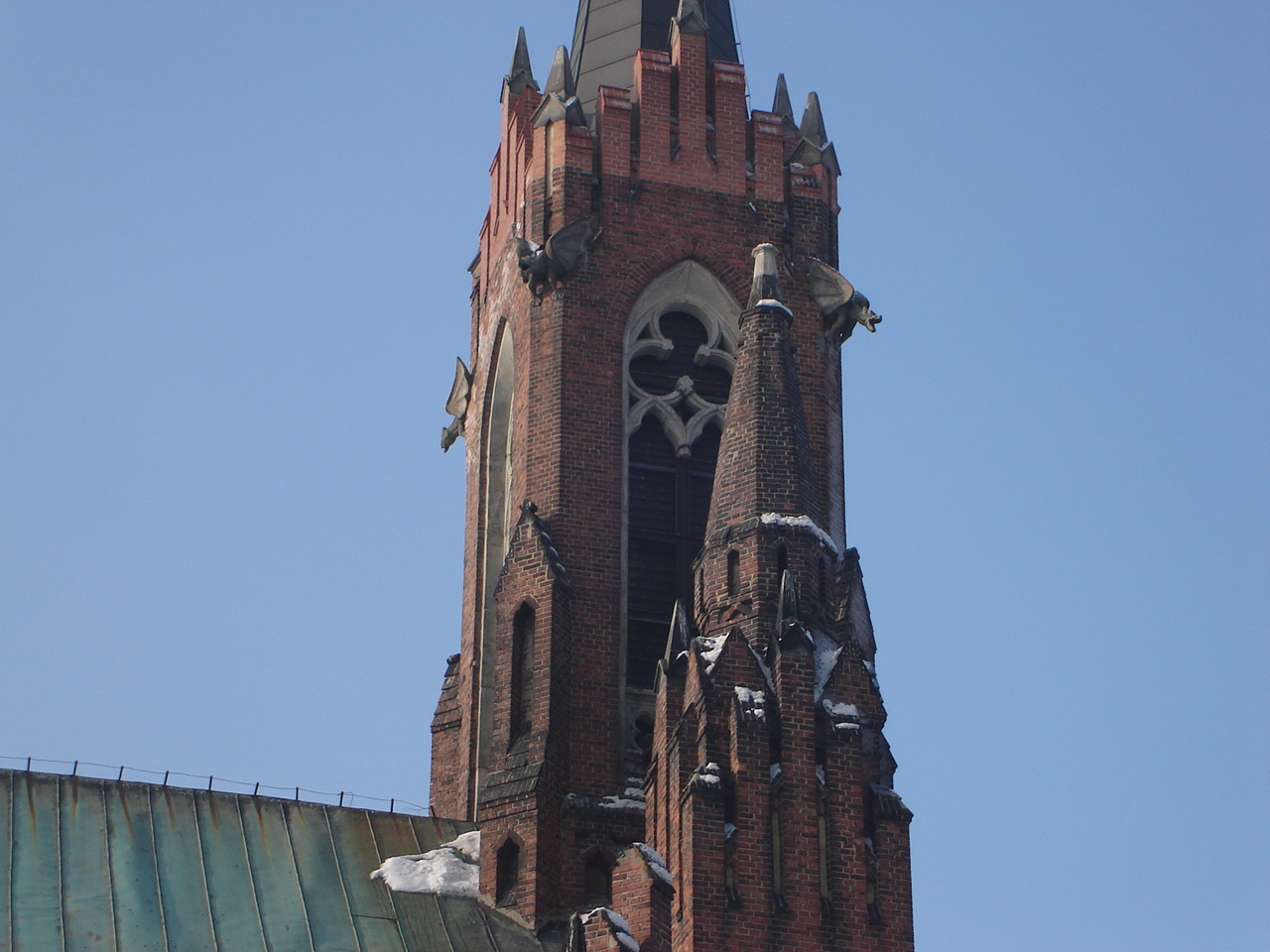
Dzwonnica z nowym hełmem

Kościół św. Jana Chrzciciela w Sosnowcu – kościół znajdujący się w Sosnowcu – Niwce, przy skrzyżowaniu ul. Wojska Polskiego i Orląt Lwowskich.

## Historia
Budowę nowego murowanego kościoła zainicjował kapelan filialny parafii zagórskiej w Niwce, ks. Jan Zmarzlik. 18 września 1897 ksiądz biskup Tomasz Teofil Kuliński położył kamień węgielny pod budowę projektowanej świątyni. Od 1907 budowę kontynuował ks. Franciszek Gola, któremu przydzielono wikariusza. Wówczas powstało probostwo i plebania. Parafianie przeprowadzali zbiórki funduszy na budowę świątyni. Budowę wsparło również francuskie Towarzystwo Kopalń i Zakładów Hutniczych Sosnowieckich, właściciel kopalni „Jerzy”. W 1910 kościół konsekrował biskup kielecki Augustyn Łosiński.
Fundatorami kościoła byli górnicy kopalni „Jerzy”, francuskie Towarzystwo Kopalń i Zakładów Hutniczych Sosnowieckich, hutnicy huty „Staszic” oraz mieszkańcy Niwki.
Projektantem kościoła był architekt Józef Pomian-Pomianowski. Wnętrze ozdabiała polichromia wykonana przez artystów krakowskich: Piotra Nizińskiego i pomagających mu malarzy ze szkoły Jana Matejki (nie zachowana).

## Architektura
Kościół św. Jana Chrzciciela jest neogotycką, trzynawową pseudohalą z dużą liczbą szczytów, wieżyczek, fryzów arkadowych i gzymsów. Wymurowany jest z czerwonej, nieotynkowanej cegły
Fasada z dominującą, 65-metrową wieżą – dzwonnicą, znajduje się od strony północnej, nad głównym wejściem umieszczony jest witraż. Wieża flankowana jest mniejszymi wieżyczkami. Dekorują ją wsporniki w kształcie ludzkich głów oraz gargulce, które zwrócone są w cztery strony świata. Na każdej z czterech ścian dzwonnicy znajdują się okna z witrażowymi przeszkleniami.
Elewacje boczne są 5-osiowe z przyporami.
Drzwi do kościoła są wykonane z dębu, ozdobione okuciami o motywach roślinnych.Okna ostrołukowe, wypełnione witrażami.
Sklepienie naw jest krzyżowo-żebrowe, zdobione licznymi malowidłami przedstawiającymi sceny biblijne oraz postacie świętych.

## Zabytkowy wystrój i wyposażenie
- ołtarz główny i dwa ołtarze boczne, dębowe, wykonane przez artystę z Olkusza – Pawła Turbasa[3]
- ambona
- konfesjonały
- organy wykonane w firmie J. Śliwińskiego we Lwowie na początku XX wieku
- 14 obrazów przedstawiających stacje drogi krzyżowej

## Otoczenie kościoła
W otoczeniu znajduje się zabytkowa kaplica na rzucie ośmioboku, wykonana z czerwonej cegły. Wejście do niej prowadzi przez ostrołukowe drzwi. Oryginalne stare ogrodzenie zastąpiono nowym.

## Stan zabytku
W kościele widać skutki szkód górniczych, Najbardziej uszkodzoną częścią kościoła jest wieża główna. wraz z dzwonnicą której hełm został przebudowany i nieznacznie obniżony.